# Републиканска партия на Молдова
Републиканската партия на Молдова (на румънски: Partidul Republican din Moldova) е политическа партия в Молдова, основана на 5 октомври 1999 година.

## Председатели
- Валери Ефремов (1999-2001)
- Валериан Хортоломей и Йон Куртян – съпредседатели (2001-2010)
- Андрей Стратан (2010-...)

## Избори
Партията взима участие на парламентарните избори през 2001 (0,46 %), 2005 (0,04 %), 2009 (0,09 %) и 2010 година (0,10 %).